# لیان وود
لیان وود (انگلیسی: Leanne Wood؛ زادهٔ ۱۳ دسامبر ۱۹۷۱) یک سیاست‌مدار اهل بریتانیا است. وی از سال ۲۰۰۳ میلادی یکی از نمایندگان مجلس شورای ملی ولز در حوزه انتخابی جنوب ولز است. لیان وود از سال ۲۰۱۲ میلادی رهبر حزب پلاید کامری شد. او یک سوسیالیست و یکی از هواخواهان جدایی ولز از بریتانیا و مستقل شدن دائمی این کشور است. وی زبان ولزی را با تسلط کامل سخن می‌گوید.